# ميم الجمع
ميم الجمع: ميم زائدة، دالة على جمع المذكر حقيقة أو تنزيلا.
ومعنى صلة الميم: إشباع ضمة الميم حتى يتولد منها واو، وذلك في مثل قوله: أنتم، فيصبح: أنتمو، وكلاهما لغتان فصيحتان، وقد كثر مجيئها في الشعر وغيره.
والميم إما أن يأتي بعده متحرك أو ساكن:
فإن جاء بعده متحرك قرأ ابن كثير بالصلة دائما، وقالون بالخيار، وورش إذا جاء بعده همزة قطع، وبقية القراء بترك الصلة.
وأما إذا جاء بعده ساكن فكلهم متفقون على ضم الميم من دون صلة، إلا إذا جاء قبل الميم هاء، وقبل الهاء ياء ساكنة أو حرف مكسور، فإن البصري يكسر الهاء والميم، وحمزة والكسائي يضمان الهاء والميم، وبقية القراء يكسرون الهاء ويضمون الميم.

## معنى ميم الجمع
هي ميم زائدة، دالة على جمع المذكر حقيقة أو تنزيلا.

## معنى صلة الميم
إشباع ضمة الميم حتى يتولد منها واو، وذلك في مثل قوله: أنتم، فيصبح: أنتمو، وكلاهما لغتان فصيحتان، وقد كثر مجيئها في الشعر وغيره.

## أحوال ميم الجمع
1. أن يكون ما بعده متحرك. نحو: {عَلَيْهُمُ وَلَا} [الفاتحة:7].
2. أن يكون ما بعده ساكن. نحو: {عَلَيْهِمُ القِتَال} [البقرة:246].

## مذاهب القراء في ميم الجمع الذي بعده متحرك
ميم الجمع إذا جاء بعده حرف متحرك، اختلف القراء فيه على النحو التالي:
1. ابن كثير يقرأ بالصلة دائمًا.
2. قالون له وجهان: الصلة، وتركها، وهذا في جميع الأحوال.
3. ورش له الصلة إذا جاء بعده همزة قطع، نحو: {عليهم ءأنذرتهم} [البقرة:6]، وترك الصلة فيما عدا ذلك.
4. بقية القراء بترك الصلة دائمًا.

وهذا الخلاف سار إذا لم يتصل بميم الجمع ضمير، فإن اتصل به ضمير يُقرأ بالصلة لجميع القراء، نحو: {فإذا دخلتموه} [المائدة:23].
قال الشاطبي:

## مذاهب القراء في ميم الجمع الذي بعده ساكن
أما إذا جاء بعد ميم الجمع حرف ساكن، فكل القراء يقرؤون بضم ميم الجمع من دون صلة، نحو: {منهم المؤمنون} [آل عمران:110].
إلا إذا كان قبل ميم الجمع هاء، وقبل الهاء ياء ساكنة، أو حرف مكسور، نحو: {عليهم القتال} [البقرة:246]، و{وقهم السيئات} [غافر:9]، فاختلف القراء على النحو التالي:
1. أبو عمرو البصري يقرأ بكسر الهاء والميم، هكذا: {عليهِمِ القتال}، و{وقهِمِ السيئات}.
2. حمزة والكسائي يقرءان بضم الهاء والميم، هكذا: {عليهُمُ القتال}، و{وقهُمُ السيئات}.
3. بقية القراء يقرؤون بكسر الهاء وضم الميم، {عليهِمُ القتال}، و{وقهِمُ السيئات}.[2][3][4][10]